# Orientierung (Mathematik)
Die Orientierung ist ein Begriff aus der linearen Algebra und der Differentialgeometrie. In einem {\displaystyle n}-dimensionalen Raum haben zwei geordnete Basen die gleiche Orientierung, wenn sie durch lineare Abbildungen mit positiver Determinante der Abbildungsmatrix (zum Beispiel Streckungen und Drehungen) auseinander hervorgehen. Sind zusätzlich Spiegelungen erforderlich, so ist die Determinante negativ und die Basen sind nicht gleich orientiert.
Es gibt zwei mögliche Orientierungen, ein Wechsel zwischen den Orientierungen ist durch Drehungen nicht möglich. Anschauliche Beispiele:
- Eindimensional:
  - Leserichtung von Zeichenketten (siehe auch Palindrome) oder Einzelstrang-Nukleinsäuren
- In der Ebene:
  - Spiegelschrift hat eine andere Orientierung als Schrift.
  - Uhren drehen sich rechtsherum im Uhrzeigersinn und nicht linksherum.
- Im Raum:
  - Mein Spiegelbild hat eine andere Orientierung als ich.
  - Schrauben mit Rechtsgewinde haben eine andere Orientierung als Schrauben mit Linksgewinde.

Dabei ist zu beachten, dass die Beispiele der Ebene im Raum keine verschiedene Orientierung haben, weil sie keine räumliche Tiefe besitzen.

## Orientierung eines Vektorraums

### Definitionen
Sei {\displaystyle V} ein endlichdimensionaler {\displaystyle \mathbb {R} }-Vektorraum mit zwei geordneten Basen {\displaystyle A} und {\displaystyle B}. Dazu gibt es eine  Basiswechselmatrix {\displaystyle T_{B}^{A}}, die den Übergang von der einen Basis in die andere beschreibt. Ist genauer {\displaystyle A=(a_{1},\dotsc ,a_{n})} und {\displaystyle B=(b_{1},\dotsc ,b_{n})}, so kann man die {\displaystyle a_{j}} bezüglich der Basis {\displaystyle B} als Linearkombinationen {\displaystyle a_{j}=\lambda _{1,j}b_{1}+\dotsb +\lambda _{n,j}b_{n}} darstellen. {\displaystyle T_{B}^{A}} ist dann die aus den {\displaystyle \lambda _{i,j}} gebildete Matrix.
Diese ist als Basiswechselmatrix immer bijektiv und hat daher eine von 0 verschiedene Determinante, das heißt, es ist {\displaystyle \det(T_{B}^{A})>0} oder {\displaystyle \det(T_{B}^{A})<0}. Ist die Determinante positiv, so sagt man, die Basen {\displaystyle A} und {\displaystyle B} haben dieselbe Orientierung. Den Basiswechsel selbst nennt man bei positiver Determinante orientierungserhaltend, anderenfalls orientierungsumkehrend. Da hier von der Anordnung der reellen Zahlen Gebrauch gemacht wurde, kann diese Definition nicht auf Vektorräume über beliebigen Körpern übertragen werden, sondern nur auf solche über geordneten Körpern.
Die Orientierung ist über eine Äquivalenzrelation zwischen geordneten Basen eines {\displaystyle \mathbb {R} }-Vektorraumes definiert. Zwei Basen {\displaystyle A} und {\displaystyle B} sind äquivalent, wenn sie dieselbe Orientierung haben. Bezüglich dieser Äquivalenzrelation gibt es zwei Äquivalenzklassen. Dass diese Äquivalenzrelation wohldefiniert ist und es tatsächlich nur zwei Äquivalenzklassen gibt, sichert der Determinantenmultiplikationssatz sowie die Tatsache, dass Basistransformationen umkehrbar sind. Man nennt nun jede dieser beiden Äquivalenzklassen eine Orientierung. Eine Orientierung eines Vektorraums wird also angegeben, indem man eine Äquivalenzklasse von Basen angibt, zum Beispiel, indem man eine zu dieser Äquivalenzklasse gehörende Basis angibt. Jede zu der ausgewählten Äquivalenzklasse gehörende Basis heißt dann positiv orientiert, die andern heißen negativ orientiert.

### Beispiel
In {\displaystyle \mathbb {R} ^{2}} sind sowohl {\displaystyle (e_{1},e_{2})}, als auch {\displaystyle (e_{2},e_{1})} geordnete Basen. Die Basistransformationsmatrix ist somit
{\displaystyle M=\left({\begin{matrix}0&1\\1&0\end{matrix}}\right)}.
Die Determinante von {\displaystyle M} ist {\displaystyle \det(M)=-1}. Also sind die beiden Basen nicht gleich orientiert und Repräsentanten der beiden verschiedenen Äquivalenzklassen.
Das lässt sich leicht veranschaulichen: Die erste Basis entspricht einem „gewöhnlichen“ {\displaystyle (x,y)}-Koordinatensystem, bei dem die {\displaystyle x}-Achse nach rechts und die {\displaystyle y}-Achse nach oben „zeigt“.
Vertauscht man die beiden Achsen, „zeigt“ also die {\displaystyle x}-Achse nach oben und die {\displaystyle y}-Achse nach rechts, dann erhält man eine zweite Basis mit anderer Orientierung.
Ähnlich kann man auch im dreidimensionalen Anschauungsraum (mit einem festgelegten Koordinatensystem) von Rechts- und Linkssystemen sprechen, die sich mit der Drei-Finger-Regel unterscheiden lassen.

### Homologische und kohomologische Orientierung
Mit {\displaystyle V} wird weiterhin ein reeller {\displaystyle n}-dimensionaler Vektorraum bezeichnet und mit {\displaystyle H_{n}(V,V\setminus 0;\mathbb {Z} )} die relative Homologie des Raumpaars {\displaystyle (V,V\setminus 0)}. In der Homologietheorie wurde gezeigt, dass ein Isomorphismus {\displaystyle H_{n}(V,V\setminus 0;\mathbb {Z} )\simeq \mathbb {Z} } existiert. Die Wahl einer Orientierung für {\displaystyle V} entspricht daher der Wahl eines der beiden Erzeuger von {\displaystyle H_{n}(V,V\setminus 0;\mathbb {Z} )}.
Dafür betrachtet man eine Einbettung des {\displaystyle n}-dimensionalen Standardsimplex nach {\displaystyle V}, welche das Baryzentrum nach {\displaystyle 0} (und demzufolge die Seitenflächen nach {\displaystyle V\setminus 0}) abbildet. Eine solche Abbildung ist ein relativer Zykel und repräsentiert einen Erzeuger von {\displaystyle H_{n}(V,V\setminus 0;\mathbb {Z} )}. Zwei solcher Einbettungen repräsentieren genau dann denselben Erzeuger, wenn sie beide orientierungserhaltend oder beide nicht orientierungserhaltend sind.
Weil {\displaystyle H^{n}(V,V\setminus 0;\mathbb {Z} )} dual zu {\displaystyle H_{n}(V,V\setminus 0;\mathbb {Z} )} ist, wird durch eine Orientierung und die zugehörige Wahl eines Erzeugers von {\displaystyle H_{n}(V,V\setminus 0;\mathbb {Z} )} auch ein Erzeuger von {\displaystyle H^{n}(V,V\setminus 0;\mathbb {Z} )} festgelegt.

## Orientierung einer Mannigfaltigkeit

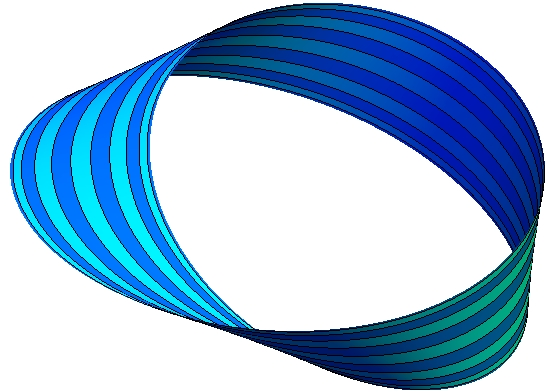
Eine nichtorientierbare Mannigfaltigkeit – Das Möbiusband

### Definition (mittels des Tangentialraums)
Eine Orientierung {\displaystyle {\mathcal {O}}=\left\{{\mathcal {O}}_{p}\right\}_{p\in M}} einer {\displaystyle n}-dimensionalen differenzierbaren Mannigfaltigkeit {\displaystyle M} ist eine Familie von Orientierungen {\displaystyle {\mathcal {O}}_{p}} für jeden einzelnen Tangentialraum {\displaystyle T_{p}M}, die in folgendem Sinne stetig vom Fußpunkt {\displaystyle p} abhängt:
Zu jedem Punkt {\displaystyle p\in M} existiert eine auf einer offenen Umgebung {\displaystyle U} von {\displaystyle p} definierte Karte {\displaystyle \varphi \colon U\to V\subset \mathbb {R} ^{n}} mit Koordinatenfunktionen {\displaystyle x^{1}\colon U\to \mathbb {R} }, …, {\displaystyle x^{n}\colon U\to \mathbb {R} }, so dass an jedem Punkt {\displaystyle q\in U} die durch die Karte im Tangentialraum {\displaystyle T_{q}M} induzierte Basis
{\displaystyle \left(\left.{\frac {\partial }{\partial x^{1}}}\right|_{q},\dotsc ,\left.{\frac {\partial }{\partial x^{n}}}\right|_{q}\right)}
bezüglich {\displaystyle {\mathcal {O}}_{q}} positiv orientiert ist.
Eine Mannigfaltigkeit ist orientierbar, falls eine solche Orientierung existiert. Eine äquivalente Charakterisierung von Orientierbarkeit liefert der folgende Satz:
{\displaystyle M} ist genau dann orientierbar, wenn ein Atlas {\displaystyle {\mathcal {A}}} von {\displaystyle M} existiert, so dass für alle Karten {\displaystyle \varphi ,\psi } mit nichtleerem Schnitt {\displaystyle U^{\varphi }\cap U^{\psi }\neq \emptyset } und für alle {\displaystyle x} im Definitionsbereich {\displaystyle \psi (U^{\varphi }\cap U^{\psi })}  von {\displaystyle \varphi \circ \psi ^{-1}} gilt:
{\displaystyle \det \left(D_{x}(\varphi \circ \psi ^{-1})\right)>0}
Hierbei bezeichnet {\displaystyle D_{x}} die Jacobi-Matrix.

### Koordinatenfreie Definition
Sei {\displaystyle M} eine glatte, {\displaystyle n}-dimensionale Mannigfaltigkeit. Diese Mannigfaltigkeit ist genau dann orientierbar, wenn auf {\displaystyle M} eine glatte, nicht-degenerierte {\displaystyle n}-Form {\displaystyle \alpha } existiert.

### Homologische Orientierung einer Mannigfaltigkeit
Sei {\displaystyle M} eine {\displaystyle n}-dimensionale (topologische) Mannigfaltigkeit und {\displaystyle R} ein Ring. Mit Hilfe des Ausschneidungsaxioms für eine Homologietheorie erhält man:
{\displaystyle H_{n}(M,M\setminus \{x\})\cong H_{n}(\mathbb {R} ^{n},\mathbb {R} ^{n}\setminus \{0\})\cong R}
Eine {\displaystyle R}-Orientierung auf {\displaystyle M} ist eine Auswahl von Erzeugern
{\displaystyle \{\mu _{x}\in H_{n}(M,M\setminus \{x\})|x\in M\}}
mit folgender Kompatibilitätsbedingung: Für jedes {\displaystyle x\in M} gibt es eine offene Umgebung {\displaystyle U\subset M} und ein Element {\displaystyle \mu _{U}\in H_{n}(M,M\setminus U)}, so dass für alle {\displaystyle y\in U} die von der Inklusion von Raumpaaren induzierte Abbildung auf der Homologie
{\displaystyle H_{n}(M,M\setminus U)\to H_{n}(M,M\setminus \{y\})}
das Element {\displaystyle \mu _{U}} auf {\displaystyle \mu _{y}} abbildet. Beispielsweise stimmt der Begriff der {\displaystyle \mathbb {Z} }-Orientierung mit dem gewöhnlichen Orientierungsbegriff überein. Für andere Ringe kann man allerdings andere Ergebnisse erhalten; so ist zum Beispiel jede Mannigfaltigkeit {\displaystyle \mathbb {Z} _{2}}-orientierbar.

### Verallgemeinerte Homologietheorien
Sei {\displaystyle {\tilde {h}}_{*}} eine durch ein Ringspektrum gegebene (reduzierte) verallgemeinerte Homologietheorie. Wir bezeichnen mit {\displaystyle s_{n}\in {\tilde {h}}_{n}(S^{n})} das Bild von {\displaystyle 1\in {\tilde {h}}_{0}(S^{0})} unter dem iterierten Einhängungs-Isomorphismus. Für eine geschlossene {\displaystyle n}-Mannigfaltigkeit {\displaystyle M}, einen Punkt {\displaystyle m\in M} und eine offene Umgebung {\displaystyle m\in U\simeq D^{n}} sei {\displaystyle \epsilon ^{m,U}\colon M\to S^{n}} eine stetige Abbildung, die ein Homöomorphismus auf {\displaystyle U} und konstant auf dem Komplement von {\displaystyle U} ist. Dann heißt eine Homologieklasse
{\displaystyle [M]\in {\tilde {h}}_{n}(M)}
eine {\displaystyle h}-Orientierung oder {\displaystyle h}-Fundamentalklasse, wenn
{\displaystyle \epsilon _{*}^{m,U}[M]=\pm s_{n}}
für alle {\displaystyle m,U} gilt. Für die singuläre Homologie stimmt diese Definition mit der obigen überein.

## Orientierung eines Vektorbündels
Eine Orientierung {\displaystyle {\mathcal {O}}=\left\{{\mathcal {O}}_{b}\right\}_{b\in B}} eines Vektorbündels {\displaystyle p\colon E\to B} ist eine Familie von Orientierungen {\displaystyle {\mathcal {O}}_{b}} für jede einzelne Faser {\displaystyle F_{b}=p^{-1}(b)}, die in folgendem Sinne stetig vom Fußpunkt {\displaystyle b\in B} abhängt:
Zu jedem Punkt {\displaystyle b\in B} existiert eine offene Umgebung {\displaystyle U} von {\displaystyle b} mit lokaler Trivialisierung {\displaystyle h\colon U\times \mathbb {R} ^{n}\to p^{-1}(U)}, so dass für jedes {\displaystyle b\in B} die durch
{\displaystyle x\mapsto h(b,x)}
definierte Abbildung von {\displaystyle \mathbb {R} ^{n}} nach {\displaystyle F_{b}} orientierungserhaltend ist.
Eine Mannigfaltigkeit ist also genau dann orientierbar, falls ihr Tangentialbündel orientierbar ist.
Kohomologische Formulierung: Für ein orientierbares {\displaystyle n}-dimensionales Vektorbündel {\displaystyle E\to B} mit Nullschnitt {\displaystyle E_{0}} gilt {\displaystyle H^{i}(E,E-E_{0};\mathbb {Z} )=0} für {\displaystyle 0<i<n} und es gibt einen Erzeuger von {\displaystyle u\in H^{n}(E,E-E_{0};\mathbb {Z} )\simeq \mathbb {Z} }, dessen Einschränkung auf {\displaystyle H^{n}(F_{b},F_{b}-0;\mathbb {Z} )} für jedes {\displaystyle b\in B} der gewählten Orientierung der Faser {\displaystyle F_{b}} entspricht.
Die einer gewählten Orientierung entsprechende Kohomologieklasse
{\displaystyle u\in H^{n}(E,E-E_{0};\mathbb {Z} )}
heißt Thom-Klasse oder Orientierungsklasse des orientierten Vektorbündels.
Alternativ kann man auch den Thom-Raum {\displaystyle Th(E)} verwenden, dessen Kohomologie {\displaystyle H^{*}(Th(E);\mathbb {Z} )} zu {\displaystyle H^{*}(E,E-E_{0};\mathbb {Z} )} isomorph ist. Die Thom-Klasse entspricht dann dem Bild des (bzgl. Cup-Produkt) neutralen Elementes {\displaystyle 1\in H^{0}(B;\mathbb {Z} )} unter dem Thom-Isomorphismus {\displaystyle H^{*+n}(Th(E);\mathbb {Z} )\simeq H^{*}(B;\mathbb {Z} )}.

### Kohomologische Orientierung (Verallgemeinerte Kohomologietheorien)
Sei {\displaystyle {\tilde {h}}^{*}} eine durch ein Ringspektrum gegebene (reduzierte) verallgemeinerte Kohomologietheorie mit neutralem Element {\displaystyle 1\in {\tilde {h}}^{0}(S^{0})}. Wir bezeichnen mit {\displaystyle \sigma ^{n}\in {\tilde {h}}^{n}(S^{n})} das Bild von {\displaystyle 1} unter dem iterierten Einhängungs-Isomorphismus. Für jedes {\displaystyle b\in B} induziert die Inklusion {\displaystyle \mathbb {R} ^{n}=F_{b}\to E} eine Abbildung {\displaystyle j_{b}\colon S^{n}\to Th(E)}. Eine kohomologische Orientierung bzgl. der Kohomologietheorie {\displaystyle {\tilde {h}}} ist – per definitionem – ein Element
{\displaystyle u\in {\tilde {h}}^{n}(Th(E))}
mit {\displaystyle j_{b}^{*}u=\pm \sigma ^{n}} für alle {\displaystyle b\in B}.
Beispiele:
- Im Falle singulärer Kohomologie mit {\displaystyle \mathbb {Z} }-Koeffizienten {\displaystyle {\tilde {h}}^{*}(X)={\tilde {H}}^{*}(X;\mathbb {Z} )} entspricht das der obigen Definition und {\displaystyle u} ist die Thom-Klasse.
- Jedes Vektorbündel ist bzgl. singulärer Kohomologie mit {\displaystyle \mathbb {Z} /2\mathbb {Z} }-Koeffizienten orientierbar.
- Ein Vektorbündel ist bzgl. reeller K-Theorie genau dann orientierbar, wenn es eine Spinstruktur besitzt, also wenn die erste und zweite Stiefel-Whitney-Klasse verschwinden.
- Ein Vektorbündel ist bzgl. komplexer K-Theorie genau dann orientierbar, wenn es eine Spinᶜ-Struktur besitzt, also wenn die erste gewöhnliche und dritte integrale Stiefel-Whitney-Klasse verschwinden.

Eine kohomologische Orientierung einer Mannigfaltigkeit ist per definitionem eine kohomologische Orientierung ihres Tangentialbündels.
Milnor-Spanier-Dualität liefert eine Bijektion zwischen homologischen und kohomologischen Orientierungen einer geschlossenen Mannigfaltigkeit bzgl. eines gegebenen Ringspektrums.